# Трокань
Трокань, Трокані (рум. Trocani) — село у повіті Горж в Румунії. Входить до складу комуни Денешть.
Село розташоване на відстані 222 км на захід від Бухареста, 12 км на південний схід від Тиргу-Жіу, 76 км на північний захід від Крайови.

## Населення
За даними перепису населення 2002 року у селі проживали 244 особи, усі — румуни. Усі жителі села рідною мовою назвали румунську.